# Heedknupp
Heedknupp är en kulle i Luxemburg. Den ligger i kommunen Clervaux, i den norra delen av landet, 55 kilometer norr om staden Luxemburg. Toppen på Heedknupp är 538 meter över havet.